# مسجد قدیمی روستای آلانق
مسجدقدیمی روستای آلانق مربوط به سده‌های متاخر دوران‌های تاریخی پس از اسلام - دوره قاجار است و در شهرستان بستان‌آباد، بخش مرکز ی، دهستان قوریگل، روستای آلانق واقع شده و این اثر در تاریخ ۶ اسفند ۱۳۸۵ با شمارهٔ ثبت ۱۷۵۰۱ به‌عنوان یکی از آثار ملی ایران به ثبت رسیده است.